# 顔 (松本清張)
『顔』（かお）は、松本清張が1956年10月に出版した短編集。松本清張による初めての推理小説短編集として、1956年10月、講談社ロマン・ブックスより刊行された。第10回（1957年）日本探偵作家クラブ賞受賞作。
及び当該短編集に収録された表題作の短編小説。

## 収録作品
- 顔（初出：『小説新潮』1956年8月号）
- 殺意（初出：『小説新潮』1956年4月号）
- なぜ「星図」が開いていたか（初出：『週刊新潮』1956年8月20日号）
- 反射（初出：『小説新潮』1956年9月号）
- 市長死す（初出：『別冊小説新潮』1956年10月号）
- 張込み（『小説新潮』1955年12月号）

## 評価
- 本短編集により1957年3月、第10回日本探偵作家クラブ賞を受賞した。
- クラブ賞選考決定会は、同年2月24日に江戸川乱歩邸で行われ、日本探偵作家クラブ会長・木々高太郎は、清張の作品のいずれを選ぶか種々意見は分かれいろいろ議論された結果、『顔』その他として、圧倒的な支持により全会一致で受賞が決定した旨を述べた、という[1]。
- 江戸川乱歩は、同年8月に『宝石』に掲載された座談会で「この間、探偵作家クラブ賞というのを松本さんに上げたんです。あれだけの量を書いておられるし、従来の推理小説よりも味があるんだから、非常に敬服しましてね」と発言している[2]。

## 書誌情報
- 顔（1956年10月、大日本雄弁会講談社ロマン・ブックス）
- 日本推理作家協会賞受賞作全集 9 顔（1995年5月12日、双葉文庫、ISBN 978-4-575-65808-8）

## 小説「顔」
「顔」（かお）は、松本清張の短編小説。『小説新潮』1956年8月号に掲載、1956年10月短編集『顔』に収録された。
またはそれを原作とする映画、テレビドラマ。

### あらすじ
東京の劇団で役者として活動する井野良吉に、映画出演の話が舞い込んだ。しかし良吉には、全国的に顔が売れることを恐れる理由があった。良吉は９年前に、妊娠したからと結婚を迫るガールフレンドの山田ミヤ子を殺していたのだ。
９年前、温泉旅行を口実にミヤ子を連れ出した良吉は、殺害の前に、ミヤ子の知り合いである石岡貞三郎に顔を見られていた。この９年間、良吉は興信所を使って、貞三郎の動向を調べ続けていた。これまでは、島根県に住む貞三郎と顔を合わせる心配はなかったのだ。
良吉は、ミヤ子の親戚を装って、貞三郎を京都に呼び出した。ミヤ子の殺害犯を見つけたので面通しをして欲しいという口実で、貞三郎を殺すことが目的だった。しかし、貞三郎は途中で偶然に出会った良吉の顔に気づかなかった。貞三郎は犯人の顔を覚えていない。安堵した良吉は殺害計画を中止し、映画スターとして脚光を浴び始めた。
その映画を見た貞三郎は、良吉の些細な仕草から、自分が目撃した殺人犯が良吉であることを思い出すのだった。

### 登場人物
井野良吉
東京の劇団「白楊座」所属の俳優。北九州からの上京前、島根県大国村の山中にミヤ子を連れ出し殺害した過去を持つ。
石岡貞三郎
現在は八幡市のY電機黒崎工場勤務。郷里は島根県で、9年前に山陰本線の列車内でミヤ子から声をかけられる。
山田ミヤ子
八幡市の大衆酒場「初花酒場」の女給。井野良吉の子を妊娠したと告げ出産を訴える。
田村
刑事部長。9年前のミヤ子殺害事件の当時の捜査主任。石岡貞三郎の相談を受け「梅宮利一」という男の手紙に不審を持つ。

### エピソード
- 著者は本作について「人間が出世するには地道に、辛抱強い長い時間が必要である。それでも出世できる者は幸運である。だが、もっと仕合わせなのは、きわめて短い時間に本人も予想しなかった出世に遇うことであろう。突然変異的に出世するという職業はなんであろうか。いろいろ考えたが、やはり映画俳優の世界が適切のようだ。他の芸術の世界にも無くはないが、それには当人にそれまでの蓄積がなければならない。本人でさえ思いがけなかった出世となると、映画で急激に人気を博す職業のほうが似合いのようだ。そこでこれには『顔』という題をつけた。意味は二通りある。彼はその銀幕の顔によって出世を獲得したが、もう一つの顔は暗い過去をもっていた」と記している[3]。

### 書誌情報（小説「顔」）
- 顔（1956年10月10日、大日本雄弁会講談社ロマン・ブックス）
- 森鷗外・松本清張集（1957年2月15日、文芸評論社）
- 探偵小説傑作選 1957年版探偵小説年鑑（1957年7月10日、宝石社）
- 顔・白い闇 : 他三篇（1959年5月10日、角川文庫）
- 松本清張集（日本推理小説大系11）（1960年6月2日、東都書房）
- 松本清張短篇総集（1963年4月10日、講談社）
- 松本清張短編全集5 声（1964年3月25日、カッパ・ノベルス）
  - 松本清張短編全集5 声（2009年1月20日、光文社文庫、ISBN 978-4334745332）
- 張込み 傑作短編集〔五〕（1965年12月17日、新潮文庫、ISBN 978-4-10-110906-0）
- 松本清張（現代推理小説大系9）（1972年4月8日、講談社）
- 松本清張全集 第36巻 地方紙を買う女 短編2（1973年2月15日、文藝春秋、ISBN 978-4-16-509360-2）
- 松本清張傑作総集Ⅰ （1993年10月20日、新潮社、ISBN 978-4103204305）
- 松本清張小説セレクション32 短篇Ⅰ（1995年1月20日、中央公論社、ISBN 978-4124033427）
- 日本推理作家協会賞受賞作全集 9 顔（1995年5月12日、双葉文庫、ISBN 978-4-575-65808-8）
- 鬼畜 松本清張映画化作品集1（2008年6月20日、双葉文庫、ISBN 978-4575512069）
- 松本清張傑作選 時刻表を殺意が走る - 原武史オリジナルセレクション（2009年5月、新潮社、ISBN 978-4-10-320434-3）
  - 松本清張傑作選 時刻表を殺意が走る - 原武史オリジナルセレクション（2013年2月16日、新潮文庫、ISBN 978-4-10-110973-2）

### 映画
1957年1月22日に松竹系にて公開された。松本清張原作の初映画化作品。現在はDVD化されている。主役は新進のファッションモデル・水原秋子となっている。

#### ストーリー
東海道線の夜行列車から、男が転落死する事件が起きた。男は、闇で堕胎手術を請け負う飯島という無免許医だった。当初は事故と判断されたが、病院の死体置き場に未知の女性から花束が届けられた。刑事の長谷川は、これは殺人ではとの疑念を深めた。
匿名で花束を送ったのはファッションモデルの水原秋子だった。夜行列車から飯島が転落したのは、秋子との口論が原因だったのだ。秋子は少女の頃から一人ぼっちで苦労し、水商売から人気モデルにまで成り上がった女だった。
そんな秋子の前に、石岡三郎が現れた。石岡は秋子と飯島が夜行列車で言い争う現場を目撃していたのだ。目撃情報を警察に売り、見覚えのある顔だからと、刑事と共にファッションモデルのいる会場を巡る石岡。しかし、秋子を見つけ出しても、石岡は刑事に事実を告げなかった。
警察は抜きで、秋子に接近する石岡。石岡の殺害を決意する秋子。しかし、手を下す前に石岡はトラックに轢かれて死亡した。安堵して恋人の江波の家に戻る秋子。だが、事前に石岡の訪問を受けていた江波は、もはや秋子を信じることが出来なくなっていた。
刑事の長谷川は、堕胎手術の関係者の線から捜査を進め、秋子に辿り着いていた。行き場を失い、モデル会場で立ち尽くす秋子の元へ、刑事たちが到着した。

#### キャスト（映画）
- 水原秋子：岡田茉莉子
- 石岡三郎：大木実
- 長谷川刑事：笠智衆
- 江波彰：森美樹
- 三村容子：宮城千賀子
- 小島刑事：佐竹明夫
- 石渡部長刑事：松本克平
- 久子：千石規子
- 加倉井：小沢栄
- 飯島哲次：山内明
- 牧野：細川俊夫
- 前田記者：内田良平
- 医者：永田靖
- 花屋の主人：乃木年雄
- 待合の女将：草島競子
- ショウのマネージャー：永井秀明
- スカウト：十朱久雄
- 鑑識課員：笹川富士夫
- 刑事：高村俊郎

他

#### スタッフ（映画）
- 監督：大曽根辰夫
- 脚本：井手雅人、瀬川昌治
- 撮影：石本秀雄
- 音楽：黛敏郎
- 美術：水谷浩
- 録音：福安賢洋
- 照明：寺田重雄

#### エピソード
- 『顔』の映画化権は『張込み』と同時に買われている。このうち『張込み』の映画化は大船調を志向する城戸四郎が難色を示したために遅れたが、本映画は、東宝から松竹への移籍を控えた岡田茉莉子を主演とするため、主人公を女性に変更、このため『張込み』より早く城戸のゴーサインが得られ、ひと足早い公開となった[4]。
- 公開前の岡田の誕生日（1月11日）には、大雪の降る中、松本清張が岡田のもとを訪れ、伊万里焼のつぼを贈った。岡田はその後も清張原作の映像作品に出演したが、松本から「何が一番気に入っている？」と聞かれ、「みんな好きだけどやはり最初の作品の『顔』でしょうか」と答えている[5]。

### テレビドラマ

#### 1958年版
1958年7月29日に日本テレビ系列の「山一名作劇場」枠（20時 - 20時30分）にて放送された。
キャスト（1958年版）
- 垂水悟郎
- 内藤武敏
- 市原悦子
- 西口紀代子

スタッフ（1958年版）
- 脚本 - 高岩肇
- 監督 - 安藤勇二
- 制作 - 日本テレビ

#### 1959年版
1959年8月27日にフジテレビ系列の「木曜観劇会」枠（20時 - 21時45分）にて放送された。
キャスト（1959年版）
- 井野良吉 - 三橋達也
- 石岡貞三郎 - 花柳喜章
- 根岸明美
- 久慈あさみ
- 笹るみ子
- 岡部正
- 野村浩三
- 西条悦朗
- 真弓田一夫
- 広瀬正一

スタッフ（1959年版）
- 脚本 - 浅川清道
- 音楽 - 松井八郎
- 制作 - フジテレビ

#### 1960年版
1960年11月7日と11月14日（20時30分 - 21時）にKRテレビ（現：TBS）系列の「ナショナル ゴールデン・アワー」枠、「松本清張シリーズ・黒い断層」の一作として2回にわたり放送された。
キャスト（1960年版）
- 井野良吉 - 天本英世
- 石岡貞三郎 - 高野真二
- 富田恵子
- 加代キミ子
- 林孝一

スタッフ（1960年版）
- 脚本 - 生田直親
- プロデューサー - 逸見稔
- 演出 - 大山勝美
- 制作 - KRテレビ

| KRT（現：TBS）系列 ナショナルゴールデンアワー （松本清張シリーズ・黒い断層） | KRT（現：TBS）系列 ナショナルゴールデンアワー （松本清張シリーズ・黒い断層） | KRT（現：TBS）系列 ナショナルゴールデンアワー （松本清張シリーズ・黒い断層） |
| 前番組                                                                       | 番組名                                                                       | 次番組                                                                       |
| ---------------------------------------------------------------------------- | ---------------------------------------------------------------------------- | ---------------------------------------------------------------------------- |
| 地方紙を買う女 （1960年10月24日 - 31日）                                     | 顔 （1960年11月7日 - 14日）                                                  | 蒼い描点 （1960年11月21日 - 12月26日）                                       |

#### 1962年版
1962年10月25日と10月26日（22時15分 - 22時45分）にNHKの「松本清張シリーズ・黒の組曲」の1作として2回にわたり放送された。
キャスト（1962年版）
- 南原宏治
- 松宮五郎
- 松下砂稚子
- 上月左知子
- 堺左千夫
- 成瀬昌彦
- 中村俊一
- 市川弥重

スタッフ（1962年版）
- 脚色 - 川崎九越
- 演出 - 中山たかし
- 制作 - NHK

#### 1963年版
1963年9月15日にNET（現・テレビ朝日）系列の「シオノギ日本映画名作ドラマ」枠（22時 - 23時）にて放送された。主演は映画と同じ大木実（ただし別の役）。
キャスト（1963年版）
- 井野良吉 - 大木実
- 石岡貞三郎 - 大坂志郎
- 山田ミヤ子 - 稲野和子
- 鳳八千代
- 折原啓子
- 伊藤寿章
- 笠間雪雄
- 磯野秋雄

スタッフ（1963年版）
- 脚本 - 増田耕
- 演出 - 若井田久

| NET（現・テレビ朝日）系列 日本映画名作ドラマ | NET（現・テレビ朝日）系列 日本映画名作ドラマ | NET（現・テレビ朝日）系列 日本映画名作ドラマ |
| 前番組                                       | 番組名                                       | 次番組                                       |
| -------------------------------------------- | -------------------------------------------- | -------------------------------------------- |
| 涙 （1963年9月8日）                          | 顔 （1963年版）                              | 鯉名の銀平 （1963年9月22日）                 |

#### 1966年版
1966年3月29日に関西テレビ制作・フジテレビ系列(FNS)の「松本清張シリーズ」枠（21時 - 21時30分）にて放送された。
キャスト（1966年版）
- 山﨑努
- 内田稔
- 谷育子
- 内田朝雄
- 新村礼子

スタッフ（1966年版）
- 脚本 - 須川栄三
- 監督 - 堀泰男
- 制作 - 関西テレビ

| 関西テレビ制作・フジテレビ系列 松本清張シリーズ | 関西テレビ制作・フジテレビ系列 松本清張シリーズ | 関西テレビ制作・フジテレビ系列 松本清張シリーズ |
| 前番組                                          | 番組名                                          | 次番組                                          |
| ----------------------------------------------- | ----------------------------------------------- | ----------------------------------------------- |
| 愛と空白の共謀 （1966年3月22日）                | 顔 （1966年3月29日）                            | 通訳 （1966年4月5）                             |

#### 1978年版・1
『松本清張おんなシリーズ・心の影』のタイトルで、1978年6月4日にTBS系列の「東芝日曜劇場」枠にて放送された。視聴率19.2％（ビデオリサーチ調べ、関東地区）。新劇の女優・良枝を主人公としている。
キャスト（1978年版・1）
- 井野良枝 - 大空真弓
- 山田竜夫 - 三上真一郎
- 速水崇 - 渡瀬恒彦
- 石岡貞三郎 - 織本順吉
- 川口伸子 - 横山道代
- 田村刑事 - 垂水悟郎
- 石岡安子 - 大森暁美
- 管理人 - 春江ふかみ
- 警官 - 田村元治
- 声優 - 青砥洋
- アナウンサー - 堀勝之祐
- ショーの出演者 - 伊藤正博
- そば屋の店員 - 堀川和栄
- 声優 - 久保晶
- スタッフ - 神保なおみ
- 刑事 - 伊藤正次

スタッフ（1978年版・1）
- 脚本 - 服部佳
- プロデューサー - 石井ふく子
- 監督 - 坂崎彰
- 製作 - TBS

| TBS系列 東芝日曜劇場       | TBS系列 東芝日曜劇場                            | TBS系列 東芝日曜劇場               |
| 前番組                     | 番組名                                          | 次番組                             |
| -------------------------- | ----------------------------------------------- | ---------------------------------- |
| 女の指輪 （1978年5月28日） | 松本清張おんなシリーズ3 心の影 （1978年6月4日） | 六月の風にのって （1978年6月11日） |

#### 1978年版・2
『松本清張の「顔」・死の断崖』のタイトルで、1978年11月18日にテレビ朝日系列の「土曜ワイド劇場」枠にて放送された。視聴率14.5％（ビデオリサーチ調べ、関東地区）。
キャスト（1978年版・2）
- 井野良子 - 倍賞千恵子
- 塚本俊 - 山口崇
- 山田君代 - 泉ピン子
- 殿井阿美 - 中山麻理
- 小宮一郎 - 今井健二
- 井野友江 - 杉山とく子
- 料亭のおかみ - 斎藤美和
- 塚本健 - 山越正樹
- 映画監督 - 貞永方久
- 交番の警官 - 多賀徳四郎
- 地方の警官 - 山崎純資
- 記者 - 宮本茂
- 看護婦 - 立木悠子
- 若い男 - 篠原靖夫
- 医師 - 安田憲史
- 車掌 - 工藤和彦
- 仲居 - みのわかよこ
- 女優 - 大沢みどり
- 天野進平 - 柳生博
- 石岡貞三郎 - 財津一郎

スタッフ（1978年版・2）
- 脚本 - 吉田剛
- プロデューサー - 佐々木孟
- 監督 - 水川淳三
- 助監督 - 増田彬
- 音楽 - 菅野光亮
- 撮影技術 - 平瀬静雄
- 照明 - 山ノ上実
- 美術 - 出川三男
- 制作 - テレビ朝日、松竹

| テレビ朝日系列 土曜ワイド劇場             | テレビ朝日系列 土曜ワイド劇場                | テレビ朝日系列 土曜ワイド劇場             |
| 前番組                                    | 番組名                                       | 次番組                                    |
| ----------------------------------------- | -------------------------------------------- | ----------------------------------------- |
| 涙・暗くなるまで待って （1978年11月11日） | 松本清張の「顔」 死の断崖 （1978年11月18日） | 復讐・ある女教師の告白 （1978年11月25日） |

#### 1982年版
『松本清張の「顔」』のタイトルで、1982年9月3日から9月24日まで、TBS系列の「金曜ミステリー劇場」枠にて連続ドラマとして放送された。平均視聴率18.1％（ビデオリサーチ調べ、関東地区）。ライブハウスの人気歌手・夏川ケイを主人公に設定している。
キャスト（1982年版）
- 夏川ケイ - 烏丸せつこ
- 夏川ユキ - 浅茅陽子
- 山下京介 - 柴田恭兵
- 三村 - 津川雅彦
- 島内タツ子 - 辺見マリ
- 石岡定三郎 - 河原崎長一郎
- 古海一郎 - 松山政路
- 永井弘 - 西岡徳馬
- 野末 - アパッチけん

スタッフ（1982年版）
- 脚本 - 安本莞二
- 監督 - 合月勇
- 音楽 - 菊池俊輔
- 製作 - 大映テレビ、TBS

| TBS系列 金曜ミステリー劇場                                      | TBS系列 金曜ミステリー劇場               | TBS系列 金曜ミステリー劇場                                               |
| 前番組                                                          | 番組名                                   | 次番組                                                                   |
| --------------------------------------------------------------- | ---------------------------------------- | ------------------------------------------------------------------------ |
| 過去のない女たち （原作：高橋玄洋） （1982年7月30日 - 8月27日） | 松本清張の「顔」 （1982年9月3日 - 24日） | （終了）                                                                 |
| TBS系列 金曜21時枠                                              |                                          |                                                                          |
| 過去のない女たち （1982年7月30日 - 8月27日）                    | 松本清張の「顔」 （1982年9月3日 - 24日） | 欽ちゃんの週刊欽曜日 ※21:00 - 21:54日本列島あしたのお天気 ※21:54 - 22:00 |

#### 1999年版
『松本清張特別企画・顔』のタイトルで、1999年10月7日の21時 - 22時54分にTBS系列にて放送された。視聴率15.4％（ビデオリサーチ調べ、関東地区）。女優を目指す井野良子を主人公に設定している。
キャスト（1999年版）
- 井野良子（女優志望のアルバイター） - 戸田菜穂
- 石岡貞子（則夫の同級生の知人） - 斉藤慶子
- 寺島則夫（自動車修理工場勤務。良子とは半同棲） - 石黒賢
- 吉脇真（劇団員。資産家の息子） - 袴田吉彦
- 沢木雄二（監督） - 赤井英和
- 高沢（プロデューサー） - 鶴見辰吾
- 山岸（ディレクター） - 古田新太
- 余貴美子
- 松木宏 - 近藤芳正
- スナックのママ - 柴田理恵
- スナックの客 - 桜金造
- 劇団員 - 山西惇、八十田勇一、田口浩正
- 宮地 - 小林稔侍
- 刑事 - 佐戸井けん太、有福正志
- 授賞式の司会 - 石丸謙二郎
- 部長夫人 - 朝加真由美
- 訓練所の指導者 - 佐藤正宏
- 研究生 - 小林千香子、林希
- 西川弘志、斉藤あきら、小松正一、田付貴彦、峰野勝成、小山彰一、扇華栄、河野靖、内田岳志、青柳克己、本田豊、竹下恭司、児玉頼信、辻千春、武田大和、立花はやか、椿由紀子、石橋正治、田村美保、森上英樹、稲垣亜矢、中尾有里、鍋倉萌杜、久保田大道

スタッフ（1999年版）
- 脚本 - 大石静
- 音楽 - 奥慶一
- 演出 - 大岡進
- 撮影協力 - 比叡山鉄道、知恩院、延暦寺、ホテルグランヴィア京都、東日本旅客鉄道、天王洲セントラルタワー、アップルマート ほか
- プロデューサー - 野添和子（大映テレビ）、大西明子（TBS）、松本陽一
- 製作 - 大映テレビ、エヌエス企画、TBS

#### 2009年版
松本清張生誕100年を機に「松本清張ドラマスペシャル」としてテレビドラマ化され、NHK総合にて2009年12月29日の21時から22時13分に放送された。主演は谷原章介。時代設定は原作同様に昭和31年とその9年前となっている。DVD化されている。
キャスト（2009年版）
- 井野良吉 - 谷原章介
- 山田ミヤ子・葉山瞳 - 原田夏希[6]
- 石岡貞三郎 - 高橋和也[6]
- 田村刑事 - 大地康雄
- 杉本 - 中本賢
- 石井昌吾 - 塩野谷正幸[6]
- 林田 - 谷本一
- 中江刑事 - 瀬川亮
- 石岡美智子 - 押元奈緒子
- 女給 - 美保純
- 建蔵、伊藤聡、針原滋、原田麻由、大久保麻理子、篠原真衣、末広ゆい、和泉敬子、林遼威、佐藤博秋、井之上淳、吉原拓弥、中垣浩二、竹本純平、石原茂史、ミヘール・ラインダス、中村圭太、古閑三恵、嶋本勝博、柴田茉莉、五十畑哉耶、水野倫太郎
- エキストラ - クロキプロ、NACプロ

スタッフ（2009年版）
- 原作 - 松本清張『顔』[6]（劇中劇：『かもめ』〈作：チェーホフ、訳：神西清〉）
- 脚本 - 中園健司[6]
- 音楽 - 佐橋俊彦[6]
- 演出 - 伊勢田雅也
- 北九州ことば指導 - 下川江那
- 技斗 - 中村覚司（オフィス童武）
- ロケ協力 - フィルムサポート島田、フィルム微助人、小山町フィルムコミッション
- 制作統括 - 加賀田透
- 制作・著作 - NHK

#### 2013年版
『松本清張スペシャル 顔』のタイトルで、2013年10月3日の21時 - 23時14分にフジテレビ開局55周年特別番組として放送された。主演は松雪泰子。
時代設定は原作同様に昭和22年とその9年後としている。
キャスト（2013年版）
- 小暮涼子（女優に憧れる大衆酒場勤務の女性） - 松雪泰子[9]
- 瀬川真奈美（飯村の幼馴染） - 田中麗奈[9]
- 飯村恭三（涼子が勤める酒場に現れた紳士風の男） - 坂口憲二[9]
- 岸本靖男（映画プロデューサー） - 矢島健一
- 豊田幸作（真奈美の夫） - 梨本謙次郎
- 石井国光（映画監督） - 中嶋しゅう
- 瀬川和子（真奈美の養母） - 梅沢昌代
- 矢澤憲太郎（劇團白楊座マネージャー） - 大西武志
- 森坂彰夫（八幡警察署刑事） - 山中聡
- 新堂哲彦（俳優） - 武田真治
- 田村正道（八幡警察署刑事） - 中原丈雄
- 五十嵐晶子（女優） - 稲森いずみ[9]
- その他 - 片岡明日香、西慶子、芳野友美、小泉麻耶、平間美貴、管勇毅、土屋史子、森見春菜

スタッフ（2013年版）
- 原作 - 松本清張『顔』（「傑作短篇集5 張込み」所収 / 新潮文庫）
- 脚本 - 根津理香[9]
- 音楽 - 眞鍋昭大
- 演出 - 澤田鎌作[9]
- 演出補 - 渡邉昭寛
- VFX - 小林一博、古川雄大
- フードコーディネーター - 市原智津子
- 方言指導 - 仲野元子
- 撮影協力 - 京都市フィルムオフィス、大井川鐵道、学士会館、昭和電工川崎事業所
- 企画協力 - 菊地実
- 協力 - 北九州市立松本清張記念館、エス・エヌ企画、日本文学振興会松本清張賞事務局
- プロデュース - 清水一幸
- プロデュース補 - 見戸夏美
- 制作著作 - フジテレビ

#### 2024年版
『テレビ朝日開局65周年記念 松本清張 二夜連続ドラマプレミアム』の第一夜として、2024年1月3日にテレビ朝日系列で放送された。主演は後藤久美子と武井咲。後藤は1994年放送のドラマ「誰よりも君のこと」以来30年ぶりかつ女優復帰後初のテレビドラマ出演となった。
今回は舞台を「現代・歌手」に置き換え、武井が人気アーティスト役として、2011年発表のシングル曲「恋スルキモチ」以降久々の歌唱に臨んだ。終盤の歌番組での歌唱シーンの演出は「ミュージックステーション」のチームが協力した。
キャスト（2024年版）
主要人物
井野聖良（いの せいら）
演 - 武井咲
覆面で活動する人気アーティスト。過去に殺人を犯している。
石岡弓子（いしおか ゆみこ）
演 - 後藤久美子
弁護士。聖良の姿を犯行現場で目撃している。
周辺人物
進藤薫
演 - 上川隆也
山梨県警刑事。
大西彰
演 - 陣内孝則
聖良がかつて所属していた芸能事務所の社長。
岩城昌義
演 - 緒形直人
ネットニュースの情報屋。暴露系の動画サイト「イワッキーチャンネル」の配信者。
高木信介
演 - 平岡祐太
「ルペライトミュージック」の音楽プロデューサー。
石岡紗由美
演 - 吉柳咲良
弓子の娘。
伊藤左希
演 - 川瀬莉子
亘のマネージャー。
森尾亘
演 - 前田拳太郎（劇団EXILE）
聖良の“元カレ”で同じ事務所に所属していた俳優。
和田友彦
演 - 駒木根葵汰
不良グループのリーダー。石岡親子を脅す。
朝永弘
演 - 若林時英
山梨県警刑事。進藤薫の部下。
三浦広志
演 - 川崎麻世
高木信介の上司。
柴田健二
演 - 長岩健人
高木信介と三浦広志の部下。
相沢進、相沢晴美
演 - 平泉成、小柳友貴美
酒屋を営む夫婦。北杜峠を女性連れで登山していた森尾亘のことを憶えていた。
店員
演 - 信川清順
進藤と朝永が訪れた蕎麦屋の店員。
相川冬美
演 - しゅはまはるみ
ラジオパーソナリティ。ゲストに迎えた弓子のことが気に入っている。
渡辺康子、矢野彰、漆原ミカ
演 - 西尾まり、ゆうたろう、花守香音
石岡法律事務所・事務員。
検視官
演 - 大重わたる
森尾亘の遺体発見現場に臨場する。
永井治、田所省吾
演 - 佐戸井けん太、坪倉由幸
紗由美が通う高校の校長と担任教師。
笹本ひかり
演 - 小池唯
女優。昔の彼氏の森尾亘とのSEX動画がネットに流出した。
刑事
演 - 島崎義久
和田友彦を売春ほう助の疑いで逮捕する。
若者たち
演 - 佐藤峻輔、牧野裕夢、高野渚、前田莉瑚
聖良と弓子がネットに上げた岩城昌義の恥ずかしい写真と音声についてカフェで語らう。
アナウンサー
演 - 林美沙希（テレビ朝日アナウンサー）
森尾亘が死亡したニュースを伝える。
スタッフ（2024年版）
- 原作 - 松本清張『顔』（新潮社刊）（新潮文庫傑作短編集5『張込み』所収）[28]
- 脚本 - 浅野妙子[28]
- 音楽 - 沢田完[28]
- 演出 - 藤田明二[28]
- 警察監修 - 古谷謙一
- アクションコーディネーター - 和田三四郎
- 企画協力 - 古賀誠一
- エグゼクティブプロデューサー - 内山聖子（テレビ朝日）[28]
- プロデューサー - 残間理央（テレビ朝日）[28]、中込卓也（テレビ朝日）[28]、目黒正之（東映）[28]、望月卓（東映）[28]
- 制作 - テレビ朝日[28]、東映[28]

歌唱パート
- 劇中歌 - 武井咲「朧」（作詞作曲：岸洋佑　編曲：山岸竜之介）
- 劇中歌 - 武井咲「虹色の階段」（作詞：浅野妙子・浅野ゆいな　作曲：岸洋佑　編曲：山岸竜之介）
- ギター演奏 - 上間江望
- 劇中音楽番組協力 - 利根川広毅

### 朗読
- 朗読の世界 「松本清張　短編作品集」（2025年3月31日 - 5月9日、NHK-FM） - 全30回で本作と「張込み」「地方紙を買う女」「投影」を放送。朗読は内藤剛志。[29]